# Die Hütte im Baumwollfeld
Die Hütte im Baumwollfeld ist ein US-amerikanisches Filmdrama aus dem Jahr 1932 von Michael Curtiz. Das Drehbuch basiert auf dem gleichnamigen Roman von Harry Harrison Kroll. Die Premiere fand am 15. Oktober 1932 statt. In Deutschland erschien der Film in einer Fernsehfassung, die am 15. Juli 1978 im dritten Programm des BR erstmals ausgestrahlt wurde.

## Handlung
Lane Norwood ist der Besitzer einer Baumwollplantage in den Südstaaten der USA. Er und einige andere Plantagenbesitzer verpachten ihr Land an Farmer, die dafür einen Teil der Baumwollernte an die Besitzer abführen müssen. Um die Abgabenorm zu erfüllen, soll der Farmer Tom Blake seinen Sohn Marvin nicht zur Schule schicken, sondern ihn auf dem Feld arbeiten lassen. Tom ist empört. Diese Empörung zusammen mit der harten Arbeit lassen ihn zusammenbrechen. In der Nacht stirbt Marvins Vater.
Madge Norwood erzählt ihrem Vater, Marvin sei ein sehr guter Schüler. Nach dem Begräbnis lässt Norwood Marvin wieder zur Schule gehen. Marvin macht seinen Abschluss und arbeitet als Buchhalter und Geschäftsführer in Norwoods Laden. Norwood fordert seinen Schützling auf, auf der Seite der Plantagenbesitzer zu stehen.
Bei einer Geburtstagsfeier lernt er Betty Wright kennen, die Tochter des Farmers Joe Wright. Die beiden kommen sich näher. Joe erzählt Marvin, dass Norwood die Farmer um einen Teil ihrer Ernten betrüge. Aber die Farmer haben sich ihren Anteil zurückgestohlen, Marvin soll nun für sie verkaufen, nachdem sie ihm das Versteck gezeigt haben. Zur gleichen Zeit wird Norwood auf die Fehlsumme bei den Erträgen aufmerksam und schaltet den Staatsanwalt Carter ein.
Madge lädt Marvin zu einem Fest ein. Die Festlichkeiten in Norwoods Haus werden von den verarmten Farmern beobachtet. Sie sehen, wie Marvin als Gast begrüßt wird. Ihm wird von Madge mitgeteilt, dass er von nun an in Norwoods Haus wohnen soll. Madge und Marvin küssen sich.
Am nächsten Tag informiert Carter Norwood über den Mord an einem Plantagenbesitzer, den ein Farmer begangen hat. Mit Hunden wird Jagd auf den Mörder Bill gemacht. Als er gestellt wird, fleht er Marvin um Hilfe an. Doch Marvin kann nicht helfen. Entsetzt sieht er mit an, wie Bill gelyncht wird.
Als Norwoods Geschäft in Flammen steht, versucht Marvin die Finanzbücher zu retten. Doch er stellt fest, dass sie gestohlen worden sind. Norwood glaubt an seinen Ruin, doch Marvin teilt ihm mit, dass er Kopien angefertigt habe. Am folgenden Tag erfährt Marvin, dass Jake Fishers Söhne wegen Brandstiftung verhaftet wurden. Jake erinnert ihn daran, wie sein Vater unter der Arbeitslast gelitten hat und fordert ihn auf, den Farmern die Kopien der Bücher zu überlassen. Marvin weigert sich und studiert selber die Bücher. Er sucht Norwood auf und beklagt sich über die hohen Forderungen, denen auch sein Vater zum Opfer fiel. Er beginnt seine Sachen zu packen, doch Madge hält ihn auf.
Carter plant eine Zusammenkunft von Plantagenbesitzern und Farmern. Er sucht nach einer Lösung, die für beide Parteien annehmbar ist, und sucht bei Marvin um Hilfe nach. Er erläutert Marvin, dass die Plantagenbesitzer das wirtschaftliche Risiko haben, die Farmer aber auch für sehr wenig Ertrag hart arbeiten. Einige der Plantagenbesitzer sind mit dem Plan einverstanden. Norwood ist dagegen. Erst als Marvin ihn beschuldigt, die Farmer betrogen zu haben, willigt er in den Plan ein.

## Kritiken
Das Lexikon des internationalen Films beschreibt den Film als „in Einzelszenen durchaus dicht inszeniert, aber insgesamt seltsam hölzern und leblos.“ Mordaunt Hall von der New York Times schrieb, dass der Film „selten Interesse weckt.“ Der Hauptdarsteller Barthelmess agiert „vorsichtig, aber kaum inspiriert.“ Die Regie sei „uneinheitlich und konfus.“

## Hintergrund
Die Kostüme des Films stammten von Orry-Kelly. Die Dialogregie führte der später selber als Regisseur arbeitende William Keighley. Das Vitaphone-Orchester wurde von Leo F. Forbstein dirigiert.